# Minúscula 29
Minúscula 29 (en la numeración Gregory-Aland), ε 1022 (Soden) es un manuscrito griego en minúsculas del Nuevo Testamento escrito en vitela. Es datado paleográficamente en el siglo X.

## Descripción
El códice contiene el texto de los cuatro Evangelios en 169 hojas de pergamino (18.1 cm por 14.1 cm). En tres de los Evangelios algunas hojas se perdieron (Mateo 1-15; Marcos 16:15-20; Lucas 4:28-5:7), y posteriormente fueron suplidas (siglo XV) en hojas de papel.
El texto está escrito en una columna por página, 30 líneas por página. Fue bellamente, pero descuidadamente, escrito por un escriba latino. Las letras iniciales están escritas en color.
El texto de los Evangelios está dividido de acuerdo a los κεφαλαια (capítulos), cuyos números se colocan al margen del texto, y los τιτλοι (títulos) en la parte superior de las páginas. También hay otra división de acuerdo con las Secciones Amonianas (en Marcos, 234 secciones; la última en 16:9), con referencias a los Cánones de Eusebio.
Contiene los Prolegómenos de Cosmas, tablas del Canon de Eusebio al comienzo, suscripciones al final de cada evangelio, libros litúrgicos con hagiografías (Synaxarion y Menologio) y escolios en el margen.
Contiene correcciones en el margen hechas por la prima manu.

## Texto
El texto griego de este códice es representativo del tipo textual bizantino. Aland lo colocó en la Categoría V.
Según el Perfil del Método de Claremont, representa a la familia textual Kx en Lucas 1 y Lucas 20. En Lucas 10 ningún perfil fue hecho. Fue corregido hacia la familia Πb.

## Historia
F. H. A. Scrivener fechó el manuscrito en el siglo XII. Actualmente está datado por el INTF en el siglo X.
El manuscrito fue traído de Grecia. Fue añadido a la lista de manuscritos del Nuevo Testamento por J. J. Wettstein, quien le dio el número 29.
El manuscrito fue examinado por John Mill (Colbertinus 3). Mill comparó su texto con el de la minúscula 71 y encontró algunas afinidades. Scholz (1794-1852) examinó solamente los textos de Marcos 1-5 y Juan 5-8. Fue examinado y descrito por Paulin Martin. C. R. Gregory vio el manuscrito en 1885.
Se encuentra actualmente en la Bibliothèque nationale de France (Gr. 89) en París.

## Lectura adicional
- Lake, Kirsopp; Lake, Silva (1941). «Family 13 (The Ferrar Group): The Text According to Mark». Studies & Documents (11).

- Datos: Q6870168